# Ommatospila
Ommatospila és un gènere d'arnes de la família Crambidae. El gènere va ser descrit per Julius Lederer el 1863.

## Taxonomia
- Ommatospila decoralis (Guenée, 1854)
- Ommatospila descriptalis (Walker, 1866)
- Ommatospila narcaeusalis (Walker, 1859)